# Jesús de Otoro
Jesús de Otoro è una città dell'Honduras facente parte del dipartimento di Intibucá.
Il comune risulta già esistente come entità autonoma nel 1817 con la denominazione "San Juan de Quelala"; dopo il cambio di denominazione, ottenne lo status di città il 12 marzo 1954.